# Werauhia subsecunda
Werauhia subsecunda là một loài thuộc chi Werauhia. Đây là loài bản địa của Costa Rica.